# Lo sciocco
Lo sciocco (The Saphead) è un film muto del 1920 diretto da Herbert Blaché e Winchell Smith. La sceneggiatura di June Mathis si basa su The Henrietta, lavoro teatrale di  Bronson Howard andato in scena in prima a New York il 26 settembre 1886 e da The New Henrietta di Winchell Smith e Victor Mapes (New York, 22 dicembre 1913). Quest'ultimo lavoro, a Broadway aveva avuto come star, nel ruolo di Nick Van Alstyne, William H. Crane (che interpreta lo stesso ruolo anche nel film) e Douglas Fairbanks in quello di suo figlio Bertie, (sostenuto, nel film, da Buster Keaton.

## Trama
Nick, un magnate delle finanze di Wall Street, accetta di speculare sulla redditizia miniera “Henrietta”, come gli ha proposto un suo amico d’infanzia, esperto minerario.

Nick ha tre figli: Rose, che ha sposato Mark Turner, ora broker senza grande successo nell’impero del suocero, Bertie, giovane di buon cuore ma totalmente sprovveduto, e la figlia adottiva Agnes.

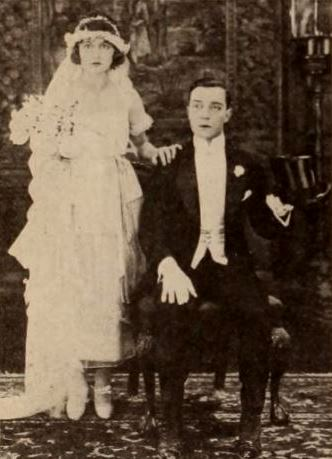
Beulah Booker e Buster Keaton

Bertie è innamorato di Agnes, al momento assente da casa per motivi di studio, e cerca di conquistarla seguendo i dettami del manuale “Come conquistare una ragazza moderna”, che consiglia di non apparire uomini di vecchio stampo, ma di mostrare un comportamento spregiudicato ed un poco estremo: per questo, ultimamente, conduce una vita disordinata, tornando a casa ogni notte poco prima dell’alba, ed esibendo, appesa al muro, la foto con dedica della famosa ballerina Henrietta, che in realtà egli non ha mai conosciuto. Quando Agnes ritorna a casa, l’equivoco viene chiarito, ed i due decidono di sposarsi con o senza il consenso del padre, che vorrebbe, prima, che Bertie si faccia le ossa trovandosi un lavoro degno della nomea della famiglia (mentre contemporaneamente gli compiega un assegno di un milione di dollari).

Mark, nel proprio ufficio, riceve una lettera di tale Henrietta Reynolds, che ne richiede la presenza al suo capezzale. Decide allora, con l’aiuto di un suo collaboratore, di rientrare in possesso di alcune lettere compromettenti che aveva mandato a Henrietta. Intanto sua moglie Rose, su sua pressione, mette una buona parola presso il padre, che alla fine decide di concedere fiducia a Mark, e di affidargli l’intera gestione del suo patrimonio durante la vacanza di una settimana che intende trascorrere sul suo yacht.

Bertie, cercando di ottemperare alle richieste del padre, cerca un lavoro, e, dopo alcuni tentativi, ottiene la possibilità di operare in borsa.
Si sta per celebrare il matrimonio fra Bertie ed Agnes, quando compare una ragazza che consegna un plico di lettere da parte della da poco defunta Henriette Reynolds. Il biglietto di accompagnamento dice trattarsi di lettere che Henriette ha ricevuto dal padre del suo bambino. Mark, per trarsi d’impaccio, le consegna a Bertie, il quale, convinto, nella sua dabbenaggine, che si tratti della ballerina Henriette, confuso, le getta nel fuoco, avvalorando così l’ipotesi di una sua colpevolezza. Il matrimonio, dunque, va a monte.
Nick parte per la sua vacanza, e Mark inizia una rischiosa operazione finanziaria concernente la miniera Henrietta, col denaro del suocero, di cui è temporaneamente amministratore, che lo avrebbe reso ricco mentre avrebbe ridotto sul lastrico Nick. L’operazione è sventata, inconsapevolmente, da Bertie, che, trovandosi alla Borsa, si crede insultato, ritenendo che il ricorrente grido “Henriette!” degli operatori si riferisca alla ballerina e non alla miniera, e che, con un ingegnoso stratagemma, viene indotto a ricomprare le quote, salvaguardando così il patrimonio di famiglia.

Il matrimonio fra Bertie ed Agnes può ora aver luogo.

## Produzione
Prodotto dalla Metro Pictures Corporation come A Metro Special, il film fu il primo lungometraggio interpretato da Buster Keaton.

## Distribuzione
Distribuito dalla Metro Pictures Corporation, il film fu distribuito negli Stati Uniti nel settembre 1920.

Il copyright del film, richiesto dalla Metro, fu registrato l'11 ottobre 1920 con il numero LP15662.
Il film ebbe una distribuzione internazionale: nel Regno Unito, uscì nel novembre 1922; in Svezia, distribuito dalla Svenska Biografteaterns Filmbyrå, il 26 marzo 1923; in Finlandia, l'8 luglio 1923; in Danimarca, il 27 aprile 1925 come Buster Keaton som Børsmatador. In televisione, il 20 settembre 1975 fu trasmesso per la prima volta in Germania dell'Est.
Copie complete della pellicola si trovano conservate negli archivi della Library of Congress di Washington e dell'UCLA di Los Angeles.